# Solana Ston
Solana Ston este o arie protejată (sit de importanță comunitară — SCI) din Croația întinsă pe o suprafață de 46,32 ha, integral pe uscat.

## Localizare
Centrul sitului Solana Ston este situat la coordonatele 42°49′54″N 17°41′43″E / 42.831676°N 17.695152°E.

## Înființare
Situl Solana Ston a fost declarat sit de importanță comunitară în iulie 2013 pentru a proteja 1 specie de animale.

## Biodiversitate
Situată în ecoregiunea mediteraneană, aria protejată conține 1 habitat natural: Tufărișuri halofile mediteraneene și termo-atlantice (Sarcocornetea fruticosi).
La baza desemnării sitului se află o specie protejată de  pești: Aphanius fasciatus.